# Ramon Kramer
Ramon Kramer (* 1964 in Hamburg) ist ein deutscher Filmkomponist, Filmemacher, Buchautor und Musikproduzent.

## Leben
Als 15-Jähriger hatte Ramon Kramer als Gitarrist und Sänger erste Auftritte in norddeutschen Folkclubs und auf Festivals wie „Rock gegen Rechts“.
Seinen ersten Auftrag als Komponist erfüllte er 1981 für die ARD-Jugendsendung „Kernbeisser“, in der er auch als Sänger auftrat.
1984 nahm Kramer als Student am „Modellversuch Popularmusik“ (heute „Popkurs“) an der Hochschule für Musik und Theater Hamburg teil, wo er später auch als Gastdozent tätig war. Nach Abschluss des Studiengangs (Gitarre, Klavier, Gesang, Text, Performance) spielte er bundesweit Konzerte als Singer/Songwriter und arbeitete mit Künstlern wie Hans Hartz, Bernward Büker und Rio Reiser zusammen.
1991 gründete Kramer gemeinsam mit Volker Kretschmer die Musikproduktion „K+K Musik“ (2010 umbenannt in „kramerkretschmer music production network“), mit der er bis heute zahlreiche Auftragsmusiken für Werbespots produziert und komponiert, zum Beispiel für die berühmte „Ohrfeige“ von Mercedes-Benz, die vom Art Directors Club mit dem „Gold“- und „Grand Prix“-Award ausgezeichnet wurde, oder auch den Klassiker „Dança a Bossa“ für Batida de Coco.
Neben seinen Aktivitäten als Musikproduzent reiste Ramon Kramer regelmäßig in die USA und besuchte in Montana mehrfach das Land der Blackfeet. In mehreren Sessions mit indianischen Musikern erlernte er auf der Reservation das indianische Flötenspiel (Native American Flute) und erhielt später in einer Zeremonie den Blackfeet-Namen Ah-Say-Kee (Good Whistler).
Mit der Unterstützung von Stammesangehörigen der Blackfeet produzierte und komponierte Kramer das Konzept-Album „The Return of the Buffalo Horses“, das 2001 in den USA bei einem von Indianern geführten Label veröffentlicht wurde (Sound of America Records). Kurz darauf wurde es von der „National Academy of Recording Arts and Sciences, Los Angeles“ in der Kategorie „Best Native American Music Album“, die eigentlich ausschließlich indianischen Musikproduzenten vorbehalten ist, auf die Grammy-Entry-List gesetzt.
2001 begleitete Kramer im Auftrag des WDR Fernsehens (Menschen hautnah) den DEFA-Indianerdarsteller und Winnetou-Star der Bad Segeberger Karl-May-Spiele, Gojko Mitić, auf seiner ersten Reise ins Land der „echten Indianer“. Der daraus entstandene Dokumentarfilm „Der Berufsindianer – Gojko Mitić in der Prärie“ (Regie, Buch und Musik: Ramon Kramer) wurde mehrfach im Fernsehen gezeigt und von der Presse sehr positiv besprochen: „Und immer ist es, als breche im Augenblick des Erlebens das vorgefertigte Bild im Kopf nach allen Seiten hin auf. Dem Film gelingt es vorzüglich, den Weg in die Weite als Selbstsuche zu inszenieren, Meile für Meile – und Bild für Bild.“
Kramers zweite Filmarbeit „Am Fuß der Rocky Mountains – Ein Medizinmann auf Büffeljagd“ feierte auf dem Filmfest Hamburg 2006 Premiere und erreichte bei seiner Erstausstrahlung im NDR (11. September 2008, 20:15 Uhr) mit einer Million Zuschauern eine für das Format „Länder – Menschen – Abenteuer“ außergewöhnlich hohe Quote. Für beide Filme konnte Kramer den mehrfach prämierten Kameramann Holly Fink gewinnen.
Im September 2008 erschien im Rowohlt-Verlag das Buch „Ich Weißer Mann, Du Indianer gut!“, indem Ramon Kramer selbstironisch von seinen Abenteuern in der Prärie erzählt. Er hielt zahlreiche Lesungen, zu denen er auch Live-Musik beisteuerte, und war in mehreren Fernsehsendungen zu Gast. Das Buch ist Kramers vorerst letztes „Indianerprojekt“.
Unter der Firmierung „Ramon Kramer Musik Network“ komponiert und produziert er inzwischen wieder vornehmlich Auftragsmusik für Werbung und Fernsehfilme. Darüber hinaus ist er auch als Musikverleger und musikalischer Berater für Fernsehredaktionen, Regisseure und Filmproduktionen tätig.
2010 gründete Kramer gemeinsam mit mehreren Filmkomponisten die Library „RKM Archivmusik“, die lizenzfreie Musik für Fernsehproduktionen zur Verfügung stellt. Ramon Kramer lebt und arbeitet in Hamburg-St.Pauli.

## Veröffentlichungen (Auszug)

### Musik für Fernsehfilm
| - Der Aufbruch der Kaiowa, NDR, 2000 - Der Berufsindianer – Gojko Mitić in der Prärie, WDR, 2002 - St. Helena – Insel am Ende der Welt, NDR, 2003 - Eisfieber (Doku-Soap), Arte, 2004 - Schuss ins Blau (Kino + Fernsehen), Arte, 2004 - Duell auf dem Eis, Arte/ZDF, 2005 - Hannibals Elefanten, Arte/WDR, 2006 - Am Fuß der Rocky Mountains, NDR/FfH, 2006/08 - Ich pfeif drauf – Jolene lernt El Silbo, Kika/RBB, 2010 - Am frischen Haff, RBB, 2010 - Unsere besten im Norden – Carlo von Tiedemann, NDR, 2010 - Das ABC von Büttenwarder, NDR, 2010 - Rossnarrisch (Doku-Soap), BR, 2010 - Tratsch im Treppenhaus Reloaded, NDR, 2010 - Ein Dorf in Ungarn, NDR, 2011 - Abenteuer Panamericana (Doku-Reihe), NDR/SWR, 2011 - Schneenarrisch (Doku-Soap), BR, 2011 - Stadlg’schichten, BR, 2011 - Alaskas Vulkaninseln – Die Aleuten, Das Erste, 2011 - Südamerika extrem, 3sat, 2011 - Mit Blaulicht und Gummiknüppel, RBB, 2011 - Roland Emmerich – Einmal Hollywood und zurück, SWR, 2011 - Eine Reise durchs Memelland, RBB, 2011 - Job im Gepäck (Doku-Reihe), Das Erste/WDR, 2011/12 - Colorado – Rocky Mountain Nationalpark, NDR, 2012 - Die Niederländer – unbekannte Nachbarn?, NDR, 2012 - Bagger – Giganten der Baustelle, WDR, 2012 - Sommer in Sibirien, NDR, 2012 - Foxtrott 4: Sechs Monate Afghanistan, NDR, 2012 - Australiens Nationalparks (Intern. Doku-Reihe), Arte/ZDF/NDR, 2012 - Indiens ungewollte Töchter (Doku/Markus Lanz), ZDF, 2012 - Das ZYX von Büttenwarder, NDR, 2012 - Stille Nacht im Land der Fjorde, MDR, 2012 - Theken mit Tradition, WDR, 2012 - In Frieden sterben dürfen, RBB, 2012 - Die Turmknechte von Mittertal, BR, 2012 - The Raw and the Cooked, Kino-Doku (Monika Treut), 2012 - Dorfgeschichten (Bärnau), BR, 2013 - 200 Kisten für Ghana, WDR, 2013 - Als die Feuerwehr noch im Käfer kam, WDR, 2013 - Als das Taxi noch im Käfer kam, WDR, 2013 - Im Luxuszug durch Südindien, Arte/NDR, 2013 - Die Wahrheit über Fett, NDR, 2013 - Raus aus der Krise, SWR, 2013 - ADHS Na und!, KiKA, 2013 - Verkehrsrisiko Opa, NDR, 2013 - Im Doppeldecker um die Ostsee (Zweiteiler), NDR, 2013 - Postschiff zum Polarlicht, NDR, 2013 - Abenteuer Klima (Doku-Reihe), WDR/MDR, 2013 - Mit Tatütata nach Afrika, WDR, 2013 - planet e. – Poker um deutsche Äcker, ZDF, 2013 - Neues aus Wintermoor, NDR, 2014 - Wahnsinn Wohnungsmarkt, NDR, 2014 - Menschen, die uns veränderten, WDR, 2014 - Wo das Klima auf der Kippe steht (Doku-Reihe), WDR, 2014 - Auf der Suche nach dem alten Russland (Doku-Reihe), ZDF/Arte/NDR, 2014 - Die Kindersoldaten von Rio, WDR, 2014 - Ein Tag im Leben von Alex Capus, BR, 2014 | - Menschen am Rande der Welt (Doku-Reihe), Arte/NDR, 2014 - Die Story: Costa Concordia – Die ganze Geschichte, WDR, 2014 - Iwan der Schreckliche, Arte, 2014 - Hoch zu Ross (Doku-Reihe), Arte/MDR, 2014 - Bei Anruf Betrug, SWR, 2014 - Spürnase, Fährtensau & Co. (Reihe), Das Erste, 2014 - Menschen hautnah – Ein Job allein reicht nicht zum Leben, WDR, 2014 - Lügen & Betrügen, ZDF/3sat, 2014 - Erde in Not – Was sagt der Weltklimareport (Zweiteiler), SF/WDR, 2014 - Die kleine Bahn von Sezuan, NDR, 2014 - Als Zahnarzt in Indien (Zweiteiler), WDR, 2015 - Beckmann – Unser Krieg? Deutsche Kämpfer gegen IS-Terror, Das Erste, 2015 - Banken unter Kontrolle? Warum eine neue Finanzkrise droht, WDR, 2015 - Impotenz – Die Angst der Männer, NDR, 2015 - Countdown zu einem Tabubruch – "Mein Kampf" erscheint, Das Erste, 2015 - Die Spur der Schlange – Auf der Suche nach den Nazi-Milliarden, WDR, 2015 - Im Sog der Salafisten, Arte, 2015 - Wildes Land der Bibel, BR, 2015 - Nordseepiloten (Zweiteiler), ZDF, 2015 - Königliche Gärten (3teiler), Arte/NDR, 2015 - Nigerias gestohlene Kinder, Das Erste, 2015 - Sicherheit auf See, Arte, 2015 - Menschenrechte für Tiere?, Das Erste, 2015 - Das Lügenwerk: Wie VW die ganze Welt täuschte, Das Erste, 2015 - #Beckmann: Neue Heimat – Einwanderer in Deutschland, Das Erste, 2015 - Menschen hautnah: Gründe Senioren-WG, suche Bewohner, WDR, 2015 - planet e. – Zoff um den gelben Sack, WDR, 2015 - An der Grenze, N24, 2015 - Naturnah: Ali und seine Karpfen, NDR, 2015 - Eingeschneit: Das Schneechaos im Münsterland, WDR, 2015 - Youth4Planet, Kika, 2015 - Wunderschön: Weihnachten im Münsterland, WDR, 2015 - Winter in Weißrussland, RBB/NDR, 2015 - Die Memel – Stiller Fluß mit bewegter Vergangenheit, MDR/NDR, 2015 - Mit dem Medizinzug durch Sibirien, NDR, 2015 - Im Schatten des Terrors – Einsatz im Krisengebiet, WDR, 2016 - Geheimnisvolle Orte: Das Dortmunder U, WDR, 2016 - Job im Gepäck: Als Kammerjägerin nach Australien, WDR, 2016 - Job im Gepäck: Als Postbote in Marokko, WDR, 2016 - Im Schatten des Terrors – Einsatz im Krisengebiet, WDR, 2016 - Bolivars Traum, WDR/Arte, 2016 - 45Min: Jagd aufs Erbe, NDR, 2016 - Usbekistan – Auf der Seidenstrasse unterwegs, Arte/NDR, 2016 - Der Rote Baron – Manfred von Richthofen, WDR/Arte/ZDF, 2016 - Die Delfine von Shark Bay, Arte/SWR/National Geographic, 2016 - Die Story im Ersten: Wettbetrug im Fußball, (Benjamin Best), Das Erste, 2016 - Schweigen und Vertuschen – Die Todsünden der katholischen Kirche, 2023 |

### Musik für Fernseh-/Kino-Werbung
Zahlreiche Produktionen und Kompositionen, unter anderem für Batida de Coco, Mercedes-Benz (div), Apollinaris, Nivea (div),

Alltours, Sharp, Bunte, Miele, Labello, Bild der Frau, Bild am Sonntag, Krups, Postbank, E-Plus (div), Ikea, Brillance …

### Tonträger
- Not Just the Way, Fin (Single zum Apollinaris-Spot), Edel, 1993 (K+K Musik)
- Dança a Bossa, K+K feat. Jota (Single zum Spot „Batida de Coco“), EMI, 1995 (K+K Musik)
- Unterwegs, Ramon Kramer (Solo-Album), K+K, 1997
- Zwei Herzen, Julia Kock (Album), A band on Records, 1998 (Komponist, Texter, Produzent)
- 10 Jahre Schmidt Theater, Teil 1+2 (Compilation), Art Beat, 1998 (4 Titel als Komponist, Texter, Produzent u/o. Künstler)
- Und der Himmel reißt auf, (Compilation zum Cristopher Street Day), Metropolis Media, 1997 (1 Titel "Das Paradies sind wir")
- The Return of the Buffalo Horses, Darrell Norman und Ramon Kramer (Album), SOAR, 2001
- Vom Wunderkind zum Spätentwickler, Michael Krebs (Album), Conträr, 2005 (Verleger und Co-Produzent)
- Die Erotik Explo:schn Road Show, Michael Krebs (Album), The Official Bootleg, 2009 (Verleger, Gastsänger, Künstler-Coach)
- Flüsterfuchs? Nein Danke!, Michael Krebs (Album), 2012 (Verleger)
- Die Singles, Vol.1, Michael Krebs & Die Pommesgabeln des Teufels (EP), 2012 (Verleger)
- Nehmt die Finger von den Bitches, MC Pussyfind (Single), Trust in Music Records, 2014 (Verleger)
- Festival, Bellini (Album), Universal, 2014, (1 Titel als Komponist)
- Wellnessalarm, Michael Krebs & Die Pommesgabeln des Teufels (CD-Album+DVD), 2015 (Verleger)
- Viel Schönes dabei, Arbeitsgruppe Zukunft (Kling, Krebs, Fischer) (CD-Album), Volant&Quist, 2015 (Verleger)
- An mir liegt’s nicht, Michael Krebs & Die Pommesgabeln des Teufels (CD-Album), Broken Silence, 2016 (Verleger)
- Blackbox Rio Reiser – Eine musikalische Dokumentation aus dem Rio Reiser Archiv (CD-Box), Möbius Records, 2016 (1 Titel: "Zwei Jungs im Schnee, M+T: Reiser/Kramer)

### Regie
- Der Berufsindianer – Gojko Mitić in der Prärie (Fernsehdokumentation), WDR, 2002
- Donnie in Focus (Kurzfilm, DVD „Fields of the Young“, Donnie Munro), Hypertension, 2004
- Vom Wunderkind zu Spätentwickler, Michael Krebs (Bühnen-Comedyprogramm), 2005
- Am Fuß der Rocky Mountains – Ein Medizinmann auf Büffeljagd (Fernsehdokumentation), NDR+Filmförderung Hamburg, 2006/08
- Die Erotik Explo:schn Road Show, Michael Krebs (Bühnen-Comedyprogramm), 2008
- Ficken für den Frieden – Michael Krebs am Ballermann (Kurzfilm), 2008
- Pommesgabel vs. Flüsterfuchs – Michael Krebs in Wacken (Kurzfilm), 2012

### Buch
- Ich Weißer Mann, Du Indianer gut! – Meine Abenteuer in der Prärie, Ramon Kramer, Rowohlt (Hamburg), 2008

## Zitat
„[…] und bei aller Leichtigkeit, die sein Buch versprüht, geht es ihm doch um einen ernsten Kern. ‚Die Indianer sind für viele Menschen eine Projektionsfläche für eigene Sehnsüchte geworden‘, sagt Kramer. Die großen Mythen vom Spiritualismus und Alkoholismus hätten weniger mit dem Leben indianischer Völker zu tun, als mit unseren Gefühlen von verlorener Ursprünglichkeit.
‚Dieser New-Age-Krempel‘, sagt Kramer, ‚ist eine Erfindung von Weißen. Und auf St. Pauli sehe ich öfter Betrunkene, als in der Reservation.‘“